# Гуакамаяс
Гуакамаяс (исп. Guacamayas) — небольшой город и муниципалитет на северо-востоке центральной части Колумбии, на территории департамента Бояка. Входит в состав провинции Гутьеррес.

## История
Поселение, из которого позднее вырос город, было основано в 1764 году. Муниципалитет Гуакамаяс был выделен в отдельную административную единицу в 1842 году.

## Географическое положение

Муниципалитет Гуакамаяс

Город расположен в северо-восточной части департамента, в гористой местности Восточной Кордильеры, к северу от реки Моско, на расстоянии приблизительно 134 километров к северо-востоку от города Тунха, административного центра департамента. Абсолютная высота — 2151 метр над уровнем моря.
Муниципалитет Гуакамаяс граничит на севере с территорией муниципалитета Эль-Эспино, на востоке — с муниципалитетом Панкеба, на юге и западе — с муниципалитетом Сан-Матео, на северо-западе — с территорией департамента Сантандер. Площадь муниципалитета составляет 59,83 км².

## Население
По данным Национального административного департамента статистики Колумбии, совокупная численность населения города и муниципалитета в 2015 году составляла 1693 человека.
Динамика численности населения муниципалитета по годам:
| 2005 | 2006 | 2007 | 2008 | 2009 | 2010 | 2011 | 2012 | 2013 | 2014 | 2015 |
| ---- | ---- | ---- | ---- | ---- | ---- | ---- | ---- | ---- | ---- | ---- |
| 2132 | 2086 | 2031 | 1984 | 1947 | 1909 | 1860 | 1815 | 1771 | 1737 | 1693 |

Согласно данным переписи 2005 года мужчины составляли 48,3 % от населения Гуакамаяса, женщины — соответственно 51,7 %. В расовом отношении всё население города составляли белые и метисы.
Уровень грамотности среди всего населения составлял 89,1 %.

## Экономика
Основу экономики Гуакамаяса составляет сельское хозяйство.

56,3 % от общего числа городских и муниципальных предприятий составляют предприятия торговой сферы, 26,8 % — предприятия сферы обслуживания, 16,9 % — промышленные предприятия.